# حارة ملقاط الجنوبية (الشيخ عثمان)

تعديل مصدري - تعديل

حارة ملقاط الجنوبية هي إحدى حارات حي أول مايو الواقع بمديرية الشيخ عثمان التابعة لمحافظة عدن، بلغ تعداد سكانها 2977 نسمة حسب تعداد اليمن لعام 2004.